# Großer Preis von Mexiko 1988
Der Große Preis von Mexiko 1988 (offiziell Gran Premio de Mexico) fand am 29. Mai auf dem Autódromo Hermano Rodriguez in Mexiko-Stadt statt und war das vierte Rennen der Formel-1-Weltmeisterschaft 1988.

## Berichte

### Hintergrund
Für den WM-Lauf in Mexiko wurde ein neuer, relativ früher Termin gefunden, um logistische Vorteile im Zusammenhang mit den beiden folgenden Rennen in Kanada sowie in den USA nutzen zu können.
Hinsichtlich des Teilnehmerfeldes gab es keine Veränderung im Vergleich zum Großen Preis von Monaco zwei Wochen zuvor.

### Training
Ayrton Senna setzte sich im Qualifying erneut gegenüber seinem Teamkollegen Alain Prost durch, indem er eine um rund sechs Zehntelsekunden kürzere Rundenbestzeit vorweisen konnte. Gerhard Berger und Nelson Piquet teilten sich die zweite Startreihe vor ihren jeweiligen Teamkollegen Michele Alboreto und Satoru Nakajima.
Philippe Alliot hatte einen spektakulären Unfall, den er allerdings unverletzt überstand. Er verzichtete dennoch auf eine Teilnahme am Rennen. Stefano Modena wurde nach dem Training wegen eines illegalen Heckflügels vom Rennwochenende ausgeschlossen.

### Rennen
Der erste Start wurde wegen Alessandro Nannini abgebrochen, der in der Startaufstellung den Motor seines Benetton abwürgte. Wie üblich, da dies eine zusätzliche Einführungsrunde bedeutete und das Auftanken in der Startaufstellung nicht erlaubt war, verkürzte sich die Renndauer von 68 auf 67 Runden.
Beim zweiten Start gelang Prost der bessere Start, weil das Überdruck-Ventil bei Senna ausgelöst wurde und er deshalb erheblich Leistung verlor, sodass Prost vor Senna in Führung gehen konnte. Dieser wurde zunächst von Piquet überholt, konnte jedoch noch vor dem Ende der ersten Runde wieder eine McLaren-Doppelführung herstellen. Senna kämpfte weiterhin das ganze Rennen mit einer fehlerhaften Kraftstoff-Anzeige. Der Computer zeigte immer zu wenig Benzin an, sodass Senna unnötig sparsam unterwegs war – nach dem Rennen wurden über 7 Liter Kraftstoff im Tank gefunden.
In der neunten Runde übernahm Berger den dritten Platz von Piquet. An dieser Reihenfolge auf den Podiumsplätzen änderte sich fortan bis ins Ziel nichts mehr. Piquet verlor seinen vierten Rang neun Runden vor dem Ende des Rennens, als er wegen eines Motorschadens aufgeben musste. Alboreto erreichte somit den vierten Platz vor den beiden Arrows-Piloten Derek Warwick und Eddie Cheever.
Prost stellte in Runde 52 des 67-Runden-Rennens mit einer Zeit von 1:18,608 Minuten einen neuen Rundenrekord auf und war damit eine halbe Sekunde schneller als Piquets Rundenrekord von 1987, als die Turbomotoren etwa 300 PS mehr hatten. Zusammen mit Sennas schnellerer Pole-Zeit als 1987 zeigte dies die Fortschritte bei Motoren, Reifen, Aerodynamik und Fahrwerksentwicklung in den sieben Monaten zwischen den Rennen 1987 und 1988.

## Meldeliste
| Team                           | Nr. | Fahrer             | Chassis           | Motor                    | Reifen |
| ------------------------------ | --- | ------------------ | ----------------- | ------------------------ | ------ |
| Camel Team Lotus Honda         | 01  | Nelson Piquet      | Lotus 100T        | Honda RA168E 1.5 V6t     | G      |
| Camel Team Lotus Honda         | 02  | Satoru Nakajima    | Lotus 100T        | Honda RA168E 1.5 V6t     | G      |
| Tyrrell Racing Organisation    | 03  | Jonathan Palmer    | Tyrrell 017       | Ford Cosworth DFZ 3.5 V8 | G      |
| Tyrrell Racing Organisation    | 04  | Julian Bailey      | Tyrrell 017       | Ford Cosworth DFZ 3.5 V8 | G      |
| Canon Williams Team            | 05  | Nigel Mansell      | Williams FW12     | Judd CV 3.5 V8           | G      |
| Canon Williams Team            | 06  | Riccardo Patrese   | Williams FW12     | Judd CV 3.5 V8           | G      |
| West Zakspeed Racing           | 09  | Piercarlo Ghinzani | Zakspeed 881      | Zakspeed 1500/4 1.5 L4t  | G      |
| West Zakspeed Racing           | 10  | Bernd Schneider    | Zakspeed 881      | Zakspeed 1500/4 1.5 L4t  | G      |
| Honda Marlboro McLaren         | 11  | Alain Prost        | McLaren MP4/4     | Honda RA168E 1.5 V6t     | G      |
| Honda Marlboro McLaren         | 12  | Ayrton Senna       | McLaren MP4/4     | Honda RA168E 1.5 V6t     | G      |
| AGS Racing                     | 14  | Philippe Streiff   | AGS JH23          | Ford Cosworth DFZ 3.5 V8 | G      |
| Leyton House March Racing Team | 15  | Maurício Gugelmin  | March 881         | Judd CV 3.5 V8           | G      |
| Leyton House March Racing Team | 16  | Ivan Capelli       | March 881         | Judd CV 3.5 V8           | G      |
| USF&G Arrows Megatron          | 17  | Derek Warwick      | Arrows A10B       | Megatron M12/13 1.5 L4t  | G      |
| USF&G Arrows Megatron          | 18  | Eddie Cheever      | Arrows A10B       | Megatron M12/13 1.5 L4t  | G      |
| Benetton Formula Ltd           | 19  | Alessandro Nannini | Benetton B188     | Ford Cosworth DFR 3.5 V8 | G      |
| Benetton Formula Ltd           | 20  | Thierry Boutsen    | Benetton B188     | Ford Cosworth DFR 3.5 V8 | G      |
| Osella Squadra Corse           | 21  | Nicola Larini      | Osella FA1L       | Osella 890T 1.5 V8t      | G      |
| Rial Racing                    | 22  | Andrea de Cesaris  | Rial ARC1         | Ford Cosworth DFZ 3.5 V8 | G      |
| Lois Minardi Team              | 23  | Adrián Campos      | Minardi M188      | Ford Cosworth DFZ 3.5 V8 | G      |
| Lois Minardi Team              | 24  | Luis Pérez-Sala    | Minardi M188      | Ford Cosworth DFZ 3.5 V8 | G      |
| Ligier Loto                    | 25  | René Arnoux        | Ligier JS31       | Judd CV 3.5 V8           | G      |
| Ligier Loto                    | 26  | Stefan Johansson   | Ligier JS31       | Judd CV 3.5 V8           | G      |
| Scuderia Ferrari SpA SEFAC     | 27  | Michele Alboreto   | Ferrari F1-87/88C | Ferrari 033E 1.5 V6t     | G      |
| Scuderia Ferrari SpA SEFAC     | 28  | Gerhard Berger     | Ferrari F1-87/88C | Ferrari 033E 1.5 V6t     | G      |
| Larrousse Calmels              | 29  | Yannick Dalmas     | Lola LC88         | Ford Cosworth DFZ 3.5 V8 | G      |
| Larrousse Calmels              | 30  | Philippe Alliot    | Lola LC88         | Ford Cosworth DFZ 3.5 V8 | G      |
| Coloni SpA                     | 31  | Gabriele Tarquini  | Coloni FC188      | Ford Cosworth DFZ 3.5 V8 | G      |
| EuroBrun Racing                | 32  | Oscar Larrauri     | EuroBrun ER188    | Ford Cosworth DFZ 3.5 V8 | G      |
| EuroBrun Racing                | 33  | Stefano Modena     | EuroBrun ER188    | Ford Cosworth DFZ 3.5 V8 | G      |
| BMS Scuderia Italia            | 36  | Alex Caffi         | Dallara F188      | Ford Cosworth DFZ 3.5 V8 | G      |

## Klassifikationen

### Qualifying
| Pos. | Fahrer             | Konstrukteur    | Vorqualifikation | Vorqualifikation  | 1. Qualifikationstraining | 1. Qualifikationstraining | 2. Qualifikationstraining | 2. Qualifikationstraining | Start |
| Pos. | Fahrer             | Konstrukteur    | Zeit             | Ø-Geschwindigkeit | Zeit                      | Ø-Geschwindigkeit         | Zeit                      | Ø-Geschwindigkeit         | Start |
| ---- | ------------------ | --------------- | ---------------- | ----------------- | ------------------------- | ------------------------- | ------------------------- | ------------------------- | ----- |
| 01   | Ayrton Senna       | McLaren-Honda   | keine Zeit       | –                 | 1:17,468                  | 205,447 km/h              | 1:17,666                  | 204,924 km/h              | 01    |
| 02   | Alain Prost        | McLaren-Honda   | keine Zeit       | –                 | 1:18,097                  | 203,793 km/h              | 1:18,301                  | 203,262 km/h              | 02    |
| 03   | Gerhard Berger     | Ferrari         | keine Zeit       | –                 | 1:19,725                  | 199,631 km/h              | 1:18,120                  | 203,733 km/h              | 03    |
| 04   | Nelson Piquet      | Lotus-Honda     | keine Zeit       | –                 | 1:20,380                  | 198,004 km/h              | 1:18,946                  | 201,601 km/h              | 04    |
| 05   | Michele Alboreto   | Ferrari         | keine Zeit       | –                 | 1:20,328                  | 198,133 km/h              | 1:19,626                  | 199,879 km/h              | 05    |
| 06   | Satoru Nakajima    | Lotus-Honda     | keine Zeit       | –                 | 1:21,694                  | 194,820 km/h              | 1:20,275                  | 198,263 km/h              | 06    |
| 07   | Eddie Cheever      | Arrows-Megatron | keine Zeit       | –                 | 1:21,691                  | 194,827 km/h              | 1:20,451                  | 197,830 km/h              | 07    |
| 08   | Alessandro Nannini | Benetton-Ford   | keine Zeit       | –                 | 1:20,740                  | 197,122 km/h              | 1:21,005                  | 196,477 km/h              | 08    |
| 09   | Derek Warwick      | Arrows-Megatron | keine Zeit       | –                 | 1:20,775                  | 197,036 km/h              | 1:21,403                  | 195,516 km/h              | 09    |
| 10   | Ivan Capelli       | March-Judd      | keine Zeit       | –                 | 1:22,335                  | 193,303 km/h              | 1:21,952                  | 194,206 km/h              | 10    |
| 11   | Thierry Boutsen    | Benetton-Ford   | keine Zeit       | –                 | 1:22,164                  | 193,705 km/h              | 1:22,029                  | 194,024 km/h              | 11    |
| 12   | Andrea de Cesaris  | Rial-Ford       | 1:24,720         | 187,861 km/h      | 1:22,864                  | 192,069 km/h              | 1:22,245                  | 193,514 km/h              | 12    |
| 13   | Philippe Alliot    | Lola-Ford       | keine Zeit       | –                 | 1:22,348                  | 193,272 km/h              | 1:22,559                  | 192,778 km/h              | 13    |
| 14   | Nigel Mansell      | Williams-Judd   | keine Zeit       | –                 | 1:23,246                  | 191,188 km/h              | 1:22,363                  | 193,237 km/h              | 14    |
| 15   | Bernd Schneider    | Zakspeed        | keine Zeit       | –                 | 1:24,335                  | 188,719 km/h              | 1:22,642                  | 192,585 km/h              | 15    |
| 16   | Maurício Gugelmin  | March-Judd      | keine Zeit       | –                 | 1:22,801                  | 192,215 km/h              | keine Zeit                | –                         | 16    |
| 17   | Riccardo Patrese   | Williams-Judd   | keine Zeit       | –                 | 1:24,142                  | 189,152 km/h              | 1:22,972                  | 191,819 km/h              | 17    |
| 18   | Piercarlo Ghinzani | Zakspeed        | keine Zeit       | –                 | 1:25,375                  | 186,420 km/h              | 1:23,078                  | 191,574 km/h              | 18    |
| 19   | Philippe Streiff   | AGS-Ford        | keine Zeit       | –                 | 1:23,191                  | 191,314 km/h              | 1:23,750                  | 190,037 km/h              | 19    |
| 20   | René Arnoux        | Ligier-Judd     | keine Zeit       | –                 | 1:24,315                  | 188,764 km/h              | 1:23,287                  | 191,093 km/h              | 20    |
| 21   | Gabriele Tarquini  | Coloni-Ford     | 1:28,498         | 179,841 km/h      | 1:24,662                  | 187,990 km/h              | 1:23,603                  | 190,371 km/h              | 21    |
| 22   | Yannick Dalmas     | Lola-Ford       | keine Zeit       | –                 | 1:24,279                  | 188,844 km/h              | 1:23,606                  | 190,364 km/h              | 22    |
| 23   | Alex Caffi         | Dallara-Ford    | 1:27,331         | 182,245 km/h      | 1:25,564                  | 186,008 km/h              | 1:23,716                  | 190,114 km/h              | 23    |
| 24   | Stefan Johansson   | Ligier-Judd     | keine Zeit       | –                 | 1:25,277                  | 186,634 km/h              | 1:23,721                  | 190,103 km/h              | 24    |
| 25   | Luis Pérez-Sala    | Minardi-Ford    | keine Zeit       | –                 | 1:23,911                  | 189,672 km/h              | 1:23,857                  | 189,795 km/h              | 25    |
| 26   | Oscar Larrauri     | EuroBrun-Ford   | 1:27,523         | 181,845 km/h      | 1:24,364                  | 188,654 km/h              | 1:24,032                  | 189,399 km/h              | 26    |
| DNQ  | Jonathan Palmer    | Tyrrell-Ford    | keine Zeit       | –                 | 1:24,390                  | 188,596 km/h              | 1:24,489                  | 188,375 km/h              | –     |
| DNQ  | Nicola Larini      | Osella          | keine Zeit       | –                 | 1:24,405                  | 188,562 km/h              | 1:25,408                  | 186,348 km/h              | –     |
| DNQ  | Julian Bailey      | Tyrrell-Ford    | keine Zeit       | –                 | 1:25,525                  | 186,093 km/h              | 1:25,231                  | 186,735 km/h              | –     |
| DNQ  | Adrián Campos      | Minardi-Ford    | keine Zeit       | –                 | 1:26,696                  | 183,579 km/h              | 1:26,058                  | 184,940 km/h              | –     |
| DNPQ | Stefano Modena     | EuroBrun-Ford   | keine Zeit       | –                 | keine Zeit                | –                         | keine Zeit                | –                         | –     |

### Rennen
| Pos. | Fahrer             | Konstrukteur    | Runden | Stopps | Zeit        | Start | Schnellste Runde |
| ---- | ------------------ | --------------- | ------ | ------ | ----------- | ----- | ---------------- |
| 01   | Alain Prost        | McLaren-Honda   | 67     | 0      | 1:30:15,737 | 02    | 1:18,608         |
| 02   | Ayrton Senna       | McLaren-Honda   | 67     | 0      | + 7,104     | 01    | 1:18,776         |
| 03   | Gerhard Berger     | Ferrari         | 67     | 0      | + 57,314    | 03    | 1:20,160         |
| 04   | Michele Alboreto   | Ferrari         | 66     | 0      | + 1 Runde   | 05    | 1:20,186         |
| 05   | Derek Warwick      | Arrows-Megatron | 66     | 0      | + 1 Runde   | 09    | 1:21,068         |
| 06   | Eddie Cheever      | Arrows-Megatron | 66     | 0      | + 1 Runde   | 07    | 1:21,056         |
| 07   | Alessandro Nannini | Benetton-Ford   | 65     | 0      | + 2 Runden  | 08    | 1:22,483         |
| 08   | Thierry Boutsen    | Benetton-Ford   | 64     | 0      | + 3 Runden  | 11    | 1:22,822         |
| 09   | Yannick Dalmas     | Lola-Ford       | 64     | 0      | + 3 Runden  | 22    | 1:23,409         |
| 10   | Stefan Johansson   | Ligier-Judd     | 63     | 0      | + 4 Runden  | 24    | 1:23,553         |
| 11   | Luis Pérez-Sala    | Minardi-Ford    | 63     | 0      | + 4 Runden  | 25    | 1:24,369         |
| 12   | Philippe Streiff   | AGS-Ford        | 63     | 0      | + 4 Runden  | 19    | 1:22,703         |
| 13   | Oscar Larrauri     | EuroBrun-Ford   | 63     | 0      | + 4 Runden  | 26    | 1:25,057         |
| 14   | Gabriele Tarquini  | Coloni-Ford     | 62     | 0      | + 5 Runden  | 21    | 1:25,072         |
| 15   | Piercarlo Ghinzani | Zakspeed        | 61     | 0      | + 6 Runden  | 18    | 1:24,660         |
| 16   | Ivan Capelli       | March-Judd      | 61     | 0      | + 6 Runden  | 10    | 1:22,375         |
| –    | Nelson Piquet      | Lotus-Honda     | 58     | 0      | DNF         | 04    | 1:20,124         |
| –    | Andrea de Cesaris  | Rial-Ford       | 52     | 0      | DNF         | 12    | 1:23,118         |
| –    | Satoru Nakajima    | Lotus-Honda     | 27     | 0      | DNF         | 06    | 1:22,477         |
| –    | Nigel Mansell      | Williams-Judd   | 20     | 0      | DNF         | 14    | 1:26,061         |
| –    | Bernd Schneider    | Zakspeed        | 16     | 0      | DNF         | 15    | 1:24,704         |
| –    | Riccardo Patrese   | Williams-Judd   | 16     | 0      | DNF         | 17    | 1:25,697         |
| –    | René Arnoux        | Ligier-Judd     | 13     | 0      | DNF         | 20    | 1:27,524         |
| –    | Alex Caffi         | Dallara-Ford    | 13     | 0      | DNF         | 23    | 1:27,076         |
| –    | Maurício Gugelmin  | March-Judd      | 10     | 0      | DNF         | 16    | 1:25,246         |
| –    | Philippe Alliot    | Lola-Ford       | 0      | 0      | DNF         | 13    | –                |

## WM-Stände nach dem Rennen
Die ersten sechs des Rennens bekamen 9, 6, 4, 3, 2 bzw. 1 Punkt(e). In der Fahrerwertung wurden die besten elf Resultate, in der Konstrukteurswertung alle Resultate gewertet.

### Fahrerwertung
| Pos. | Fahrer             | Konstrukteur    | Punkte |
| ---- | ------------------ | --------------- | ------ |
| 01   | Alain Prost        | McLaren-Honda   | 33     |
| 02   | Gerhard Berger     | Ferrari         | 18     |
| 03   | Ayrton Senna       | McLaren-Honda   | 15     |
| 04   | Michele Alboreto   | Ferrari         | 9      |
| 05   | Nelson Piquet      | Lotus-Honda     | 8      |
| 06   | Derek Warwick      | Arrows-Megatron | 8      |
| 07   | Thierry Boutsen    | Benetton-Ford   | 3      |
| 08   | Jonathan Palmer    | Tyrrell-Ford    | 2      |
| 09   | Satoru Nakajima    | Lotus-Honda     | 1      |
| 10   | Alessandro Nannini | Benetton-Ford   | 1      |
| 11   | Riccardo Patrese   | Williams-Judd   | 1      |
| 12   | Eddie Cheever      | Arrows-Megatron | 1      |
| 13   | Yannick Dalmas     | Lola-Ford       | 0      |
| 14   | Stefan Johansson   | Ligier-Judd     | 0      |
| 15   | Nicola Larini      | Osella          | 0      |
| 16   | Philippe Streiff   | AGS-Ford        | 0      |

| Pos. | Fahrer             | Konstrukteur  | Punkte |
| ---- | ------------------ | ------------- | ------ |
| 17   | Ivan Capelli       | March-Judd    | 0      |
| 18   | Luis Pérez-Sala    | Minardi-Ford  | 0      |
| 19   | Oscar Larrauri     | EuroBrun-Ford | 0      |
| 20   | Gabriele Tarquini  | Coloni-Ford   | 0      |
| 21   | Maurício Gugelmin  | March-Judd    | 0      |
| 22   | Piercarlo Ghinzani | Zakspeed      | 0      |
| 23   | Adrián Campos      | Minardi-Ford  | 0      |
| 24   | Philippe Alliot    | Lola-Ford     | 0      |
| –    | Andrea de Cesaris  | Rial-Ford     | 0      |
| –    | René Arnoux        | Ligier-Judd   | 0      |
| –    | Stefano Modena     | EuroBrun-Ford | 0      |
| –    | Nigel Mansell      | Williams-Judd | 0      |
| –    | Julian Bailey      | Tyrrell-Ford  | 0      |
| –    | Alex Caffi         | Dallara-Ford  | 0      |
| –    | Bernd Schneider    | Zakspeed      | 0      |

### Konstrukteurswertung
| Pos. | Konstrukteur    | Punkte |
| ---- | --------------- | ------ |
| 01   | McLaren-Honda   | 48     |
| 02   | Ferrari         | 27     |
| 03   | Lotus-Honda     | 9      |
| 04   | Arrows-Megatron | 9      |
| 05   | Benetton-Ford   | 4      |
| 06   | Tyrrell-Ford    | 2      |
| 07   | Williams-Judd   | 1      |
| 08   | Lola-Ford       | 0      |
| 09   | Ligier-Judd     | 0      |

| Pos. | Konstrukteur  | Punkte |
| ---- | ------------- | ------ |
| 10   | Osella        | 0      |
| 11   | AGS-Ford      | 0      |
| 12   | March-Judd    | 0      |
| 13   | Minardi-Ford  | 0      |
| 14   | EuroBrun-Ford | 0      |
| 15   | Coloni-Ford   | 0      |
| 16   | Zakspeed      | 0      |
| –    | Rial-Ford     | 0      |
| –    | Dallara-Ford  | 0      |